# Ático de Constantinopla

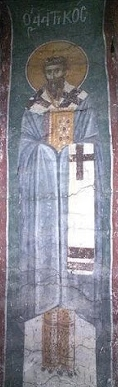

Ático (425) foi um arcebispo de Constantinopla (406-425) e sucessor de Arsácio de Tarso. Foi adversário de João Crisóstomo e auxiliou Arsácio a depô-lo, além de ter sido contrário aos ideais do pelagianismo. Reconstruiu um igreja situada no local onde futuramente seria erigida a Basílica de Santa Sofia. Foi considerado muito caridoso e piedoso, sendo venerado como santo pela Igreja Ortodoxa que a ele consagrou o dia 8 de janeiro.

## Biografia
Nascido em Sebaste, na Armênia, embarcou na vida monástica bem cedo, recebendo parte de sua educação de monges macedonianos. Mudando para Constantinopla, adotou a fé ortodoxa abjurando suas doutrinas hereges e foi ordenado presbítero. Nesta época Ático mostrou-se um dos maiores adversários de Crisóstomo e, como Paládio afirma, o arquiteto de toda a confusão, ele certamente teve um papel preponderante na execução do plano todo para depor o arcebispo. A organização do sínodo do carvalho deveu muito às suas habilidades práticas. A expulsão de Crisóstomo finalmente se deu em 10 de junho de 404 e seu sucessor, o já idoso Arsácio de Tarso, morreu em 5 de novembro de 405. Quatro meses de intrigas depois, Ático foi escolhido como seu sucessor.
Medidas vigorosas foram logo adotadas por Ático, em conjunção com outros membros do triunvirato que estava no comando da igreja do oriente na época (além de Ático, Teófilo de Alexandria e Pórfiro de Antioquia), para esmagar os seguidores de Crisóstomo. Uma ordem imperial foi obtida e que impunha as mais severas penas aos que ousassem rejeitar a comunhão dos três patriarcas. Ainda assim, um grande número de bispos do oriente perseveraram em sua recusa e sofreram uma cruel perseguição, que obrigou até mesmo os membros mais baixos do clero e também os leigos a se manterem na clandestinidade ou fugir do império. Uma pequena minoria de bispos orientais que, pela causa da paz, abandonaram a de Crisóstomo foram também constrangidos por terem um dia apoiado o patriarca deposto e acabaram compelidos a renunciarem às suas diocese em troca de outras em lugarem inóspitos na Trácia, onde eles permaneceram sob a vigilância de Ático
A unidade parecia ainda distante quando a morte de Crisóstomo (em 14 de setembro de 407) removeu a causa do cisma. Uma grande parte da população cristã de Constantinopla ainda recusava a comunhão com o usurpador e continuava a manter as suas reuniões religiosas em separado, e em número maior do que nas igrejas, ao ar livre nos subúrbios da cidade até que o nome de Crisóstomo substituiu o seu nos registros e nas preces públicas de Constantinopla.
As artimanhas de Ático eram vigorosamente direcionadas para manter e aumentar a autoridade da sé episcopal de Constantinopla. Ele obteve um ordem imperial de Teodósio II colocando sob seu comando toda a região da Ilíria e a "Provincia Orientalis". Esta decisão ofendeu o Papa Bonifácio I e o imperador romano Honório, fazendo com que o decreto se tornasse logo letra-morta. Outra decisão declarando o seu direito de decidir sobre e aprovar a eleição de todos os bispos de sua província foi mais efetiva. Silvano foi nomeado por ele como bispo de Filipópolis e, em seguida, removido para Alexandria Troas. Ele afirmou seu direito de ordenar na província da Bitínia e colocou-o em prática em Niceia em 424, um ano antes de sua morte.

## Ensinamentos
Ático mostrou grande vigor no combate e na repressão das heresias de seu tempo. Ele escreveu para os bispos da Panfília e para Anfilóquio de Icônio, clamando para que eles expulsassem os messalianos. O zelo e energia que ele demonstrou contra os pelagianos foram muito elogiados pelo Papa Celestino I, que chegou até mesmo a chamá-lo de "um verdadeiro sucessor de São João Crisóstomo". Suas obras foram citadas como as de um professor ortodoxo pelos concílios ecumênicos de Éfeso e Calcedônia.
Ático foi mais um ator do que um escritor e, do que escreveu, pouco restou. Um tratado "Sobre a Virgindade", combatendo antecipadamente os erros de Nestório, endereçado às filhas do imperador Teodósio I, Pulquéria e suas irmãs, foi mencionado por Conde Marcelino e por Genádio de Massília.
Sócrates Escolástico, que é uma testemunha parcial, atribui a ele uma disposição doce e vencedora, o que fez com que ele fosse considerado com muita afeição. Aqueles que concordavam com Ático o consideravam um caloroso amigo e um grande apoio. Já com os seus adversários teológicos ele primeiro mostrou grande severidade e, depois que eles se submetiam, mudava o seu comportamento e ganhava sua afeição pela gentileza.